# Dendrocalamus birmanicus
Dendrocalamus birmanicus är en gräsart som beskrevs av Aimée Antoinette Camus. Dendrocalamus birmanicus ingår i släktet Dendrocalamus och familjen gräs. Inga underarter finns listade i Catalogue of Life.